# Đại thượng thư thứ nhất phụ trách Ngân khố
Đệ Nhất Đại Thần Ngân Khố  (tiếng Anh: First Lord of the Treasury) là lãnh đạo của ủy hội thực hiện chức vụ trước đây của Thượng tướng Ngân khố, và theo quy ước cũng là Thủ tướng. Chức vụ không tương đương với "Bộ trưởng Tài chính" như các Chính phủ quốc gia khác; chức vụ ở Anh tương đương là Bộ trưởng Bộ Tài chính (Chancellor of the Exchequer), là Đại thượng thư thứ hai phụ trách Ngân khố (Second Lord of the Treasury).

## Thượng thư Ngân khố
Kể từ đầu thế kỷ 17, việc điều hành Ngân khố được ủy thác cho một ủy hội, thay vì cho một cá nhân. Từ năm 1714, ủy hội giữ vai trò cố định. Các ủy viên kể từ ngày đó luôn luôn được gọi là Ủy viên Ngân khố (Lords Commissioners of the Treasury), và thông qua các số thứ tự để mô tả cấp bậc của họ.
Vào giữa cùng thế kỷ, Đại Thượng thư thứ nhất Ngân khố là người đứng đầu liên tục của toàn bộ Chính phủ. Vua George I đã chỉ định Bộ trưởng Bộ Tài chính Robert Walpole (Whig), chịu trách nhiệm Nội các Anh, kể từ đó, không chính thức, được gọi là Thủ tướng. Trên thực tế, thuật ngữ thủ tướng đôi khi được sử dụng một cách châm biến. Chức danh lần đầu tiên được sử dụng chính thức theo sắc lệnh hoàng gia năm 1905. William Pitt trẻ nói rằng Thủ tướng "phải là người đứng đầu tài chính". Mặc dù Pitt cũng từng là Bộ trưởng Bộ Tài chính trong thời gian làm Thủ tướng, do đó, ông gắn liền chức vụ tài chính với thủ tướng rộng hơn so với việc chỉ đề xuất kiêm nhiệm Đại Thượng thư thứ nhất của Thủ tướng.
Trước năm 1841 Đại Thượng thư thứ nhất Ngân khố thường đồng thời là Bộ trưởng Bộ Tài chính trừ khi là quý tộc; trong trường hợp này Đại Thượng thư thứ hai Ngân khố sẽ đảm nhiệm Bộ trưởng Bộ Tài chính. Từ năm 1841, Bộ trưởng Bộ Tài chính luôn là Đại Thượng thư thứ hai Ngân khố và không còn kiêm Thủ tướng nữa. Theo quy ước Ủy viên Ngân khố cũng là thành viên Chính phủ trong Viện Thứ dân.

## Dinh thự chính thức
Số 10 phố Downing là dinh thự chính thức củ Đại Thượng thư thứ nhất Ngân khố, không phải của Thủ tướng. Do Thủ tướng đồng thời là Đại Thượng thư thứ nhất Ngân khố nên đây cũng được coi là dinh thự của Thủ tướng. Chequers, là dinh thự địa hạt (country house) ở Buckinghamshire, là dinh thự địa hạt chính thức của Thủ tướng, sử dụng trong cuối tuần hoặc kỳ nghỉ, mặc dù là dinh thự cá nhân nhưng cũng được các thành viên cao cấp Chính phủ sử dụng.

## Danh sách Đại Thượng thư thứ nhất Ngân khố (1714–1905)
Phần lớn Đại Thượng thư thứ nhất Ngân khố là Thủ tướng Liên hiệp Anh. Đại Thượng thư thứ nhất Ngân khố đồng thời là Thủ tướng in đậm; làm Thủ tướng một thời gian đậm nghiêng.
| Tên | Tên                     | Bổ nhiệm   | Bãi nhiệm  | Đảng    |
| --- | ----------------------- | ---------- | ---------- | ------- |
|     | Bá tước xứ Halifax      | 13/10/1714 | 19/5/1715  | Whig    |
|     | Bá tước xứ Carlisle     | 23/5/1715  | 10/10/1715 | Whig    |
|     | Robert Walpole          | 10/10/1715 | 12/4/1717  | Whig    |
|     | Bá tước Stanhope        | 12/4/1717  | 21/3/1718  | Whig    |
|     | Bá tước xứ Sunderland   | 21/3/1718  | 4/4/1721   | Whig    |
|     | Sir Robert Walpole      | 4/4/1721   | 11/2/1742  | Whig    |
|     | Bá tước xứ Wilmington   | 16/2/1742  | 2/7/1743   | Whig    |
|     | Henry Pelham            | 27/8/1743  | 6/3/1754   | Whig    |
|     | Công tước xứ Newcastle  | 16/3/1754  | 16/11/1756 | Whig    |
|     | Công tước xứ Devonshire | 16/11/1756 | 8/6/1757   | Whig    |
|     | Bá tước Waldegrave      | 8/6/1757   | 12/6/1757  | Whig    |
|     | Công tước xứ Devonshire | 12/6/1757  | 25/6/1757  | Whig    |
|     | Công tước xứ Newcastle  | 2/7/1757   | 26/5/1762  | Whig    |
|     | Bá tước xứ Bute         | 26/5/1762  | 16/4/1763  | Tory    |
|     | George Grenville        | 16/4/1763  | 13/7/1765  | Whig    |
|     | Hầu tước xứ Rockingham  | 13/7/1765  | 30/7/1766  | Whig    |
|     | Công tước xứ Grafton    | 30/7/1766  | 28/1/1770  | Whig    |
|     | Lord North              | 28/1/1770  | 22/3/1782  | Tory    |
|     | Hầu tước xứ Rockingham  | 27/3/1782  | 1/7/1782   | Whig    |
|     | Bá tước xứ Shelburne    | 4/7/1782   | 2/4/1783   | Whig    |
|     | Công tước xứ Portland   | 2/4/1783   | 19/12/1783 | Whig    |
|     | William Pitt trẻ        | 19/12/1783 | 14/3/1801  | Tory    |
|     | Henry Addington         | 17/3/1801  | 10/5/1804  | Tory    |
|     | William Pitt trẻ        | 10/5/1804  | 23/1/1806  | Tory    |
|     | The Lord Grenville      | 11/2/1806  | 31/3/1807  | Whig    |
|     | Công tước xứ Portland   | 31/3/1807  | 4/10/1809  | Whig    |
|     | Spencer Perceval        | 4/10/1809  | 11/5/1812  | Tory    |
|     | Bá tước xứ Liverpool    | 9/6/1812   | 10/4/1827  | Tory    |
|     | George Canning          | 10/4/1827  | 8/8/1827   | Tory    |
|     | Tử tước Goderich        | 31/8/1827  | 22/1/1828  | Tory    |
|     | Công tước xứ Wellington | 22/1/1828  | 22/11/1830 | Tory    |
|     | Bá tước Grey            | 22/11/1830 | 16/7/1834  | Whig    |
|     | Tử tước Melbourne       | 16/7/1834  | 14/11/1834 | Whig    |
|     | Công tước xứ Wellington | 14/11/1834 | 10/12/1834 | Tory    |
|     | Sir Robert Peel         | 10/12/1834 | 8/4/1835   | Tory    |
|     | Tử tước Melbourne       | 18/4/1835  | 30/8/1841  | Whig    |
|     | Sir Robert Peel         | 30/8/1841  | 29/6/1846  | Bảo thủ |
|     | Lord John Russell       | 30/6/1846  | 23/2/1852  | Whig    |
|     | Bá tước xứ Derby        | 23/2/1852  | 19/12/1852 | Bảo thủ |
|     | Bá tước xứ Aberdeen     | 19/12/1852 | 6/2/1855   | Peelite |
|     | Tử tước Palmerston      | 6/2/1855   | 20/2/1858  | Liberal |
|     | Bá tước xứ Derby        | 20/2/1858  | 12/6/1859  | Bảo thủ |
|     | Tử tước Palmerston      | 12/6/1859  | 18/10/1865 | Tự do   |
|     | Bá tước Russell         | 29/10/1865 | 28/6/1866  | Tự do   |
|     | Bá tước xứ Derby        | 28/6/1866  | 27/2/1868  | Bảo thủ |
|     | Benjamin Disraeli       | 27/2/1868  | 3/12/1868  | Bảo thủ |
|     | William Ewart Gladstone | 3/12/1868  | 20/2/1874  | Tự do   |
|     | Benjamin Disraeli       | 20/2/1874  | 23/4/1880  | Bảo thủ |
|     | William Ewart Gladstone | 23/4/1880  | 23/6/1885  | Tự do   |
|     | Bá tước xứ Iddesleigh   | 29/6/1885  | 1/2/1886   | Bảo thủ |
|     | William Ewart Gladstone | 1/2/1886   | 25/7/1886  | Tự do   |
|     | Hầu tước xứ Salisbury   | 3/8/1886   | 14/1/1887  | Bảo thủ |
|     | William Henry Smith     | 14/1/1887  | 6/10/1891  | Bảo thủ |
|     | Arthur Balfour          | 6/10/1891  | 15/8/1892  | Bảo thủ |
|     | William Ewart Gladstone | 15/8/1892  | 5/3/1894   | Tự do   |
|     | Bá tước xứ Rosebery     | 5/3/1894   | 25/6/1895  | Tự do   |
|     | Arthur Balfour          | 25/6/1895  | 5/12/1905  | Bảo thủ |

Sau đó, các chức vụ Đại Thượng thư thứ nhất Ngân khố và Thủ tướng đều do một cá nhân nắm giữ được giữ bởi cùng một người.